# Ascendencia de Sofía de Grecia
Sofía de Grecia, nacida Princesa de Grecia y de Dinamarca, si bien carente de derechos sucesorios a este último trono, se convierte, en 1975, en Reina Consorte de España por su matrimonio con Juan Carlos de Borbón y Borbón, cuando este ciñe la Corona de España como Juan Carlos I. Venida al mundo en Psychikó, el 2 de noviembre de 1938, habiendo alcanzado ya los ochenta (80) años de edad, deviene en una de las consortes más longevas en la historia de la Monarquía Española. Además, pese a los insistentes rumores de adulterio sostenido en el tiempo por parte de su regio esposo, el que haya permanecido casada por más de medio siglo supone un acontecimiento sin precedentes en la historia del país, dado lo habitual de que reyes duraderos acaben pronto viudos -como Carlos III o Carlos I-, o bien terminen contrayendo sucesivas nupcias por supervivencia a más de una consorte -vendrían a ser los casos de Felipe II de España o Fernando VII de España-. Incluso los que más tiempo de casados han llevado, Carlos IV y María Luisa de Parma, sumando nada menos que cincuenta y tres, acabarían sus días exiliados en la península itálica, varios años después de haber sido destronados por su propio hijo Fernando VII de España. Con cincuenta y dos años y mes de casada, evento inédito para una Reina Consorte de un reinado contemporáneo en la historia española, cierra su etapa de servicio activo al país al abdicar su esposo. Dicho servicio ininterrumpido a lo largo de más de siete lustros -en colaboración con el Rey Juan Carlos I- la convierte en el consorte de mayor duración, en activo, que haya registrado reinado jamás en España; siendo madre de Felipe VI de España, quien es padre a su vez de la Princesa Leonor y la Infanta Sofía. Dada la plebeyez de su nuera, no sólo se prevé que seguramente se convierta en la última reina consorte de regio abolengo que haya tenido España, al menos por bastante tiempo, sino que ya hoy, en día, sobrevive como la única consorte de un titular monárquico, en Europa, cuyos padres o abuelos desciendan inmediatamente de alguna Familia Real en su línea principal y más inmediata, puesto que, verbigracia, la Princesa Sofía de Liechtenstein, nacida miembro de la Casa Real Bávara, es hija de un hermano menor del que en su tiempo tendría que haber accedido al Trono Bávaro, y no del Jefe de la Casa en sí, falto de descendientes.
El 2 de junio de 2014, tras treinta y ocho años y medio de reinado, el Rey Juan Carlos I comunica por medio de un mensaje recientemente grabado en vídeo, y que el presidente de Gobierno Mariano Rajoy presenta a la ciudadanía, su indeclinable voluntad de abdicación. El sucesor natural, aún Príncipe de Viana, entre otras dignidades, no tarda en anunciar desde el Monasterio de Leyre su voluntad de aceptar la titularidad monárquica con el nombre regio de Felipe VI. Aceptada la abdicación por las Cortes Españolas, la proclamación del siguiente monarca se previó en el último tercio de junio. Cabe esperarse que su madre, la Reina Sofía pase a desempeñar un rol secundario, mucho más discreto, pero fundamentalmente de apoyo a los nuevos Reyes de España, garzón y nuera. Lo sorpresivo del suceso indujo a varias publicaciones a deslizar líneas especulativas señalando a Bilderberg, que integran la Infanta Cristina, Juan Carlos I e incluso la propia doña Sofía, pero no Felipe VI ni tampoco la Reina Letizia, y otros presuntos agentes causantes de la renuncia regia entre las más variadas conjeturas como posibles explicaciones de algo que pudiera haber precipitado el fin de tan trascendental reinado en la historia de España. Ninguna versión se confirma durante las primeras horas del anuncio, fuera de lo expuesto en las palabras del renunciante y periodistas allegados a su labor.
Con posterioridad al 19 de junio de 2014, fecha de entronización de su hijo, ha asumido un rol más bien emérito, honorífico, fundamentalmente de apoyo, soporte, alcanzando su zénit el 3 de octubre de 2014, cuando de manos de Peter Maffay recibió el Premio Steiger a la Solidaridad 2014, teniendo lugar en la ciudad alemana de Hattingen. También, previamente, ha podido vérsela en Mallorca, como único de los dos Reyes Eméritos acompañando a la pareja regia, o bien al presidente José Ramón Bauzá, en agosto de 2014, para intervenir tanto en actos ceremoniales como de índole caritativa.
Previamente, empezando 2014, Juan Carlos I, con su consorte Sofía, sobreviven como integrantes de la llamada "vieja guardia" de las monarquías mantenidas en el siglo XXI, y que a partir de la segunda mitad del mismo año sólo integran en el ejercicio del poder Carlos XVI Gustavo, Isabel II del Reino Unido, Margarita II y Harald V.

## Generalidades dinásticas
Unida en connubio con un hombre que, salvo descendientes agnaticios de Luis XV, desciende, de varón en varón, de Luis XIV de Francia, así como, ya indirectamente, a través de mujeres que de ellos descienden, de otros dos monarcas franceses posteriores y también con éxito reproducidos, Luis XV de Francia y Luis Felipe I de Francia. En sus primeras seis generaciones de antepasados, en cambio, no hay un solo indicio o rastro borbónico. Y, al igual que su regio cónyuge, prácticamente no presenta antepasados Wittelsbach en estas generaciones más inmediatas de ascendientes. Marido y mujer comparten estrechos lazos de sangre con los actuales miembros de la Casa Real Británica, porque, si bien, salvo la boda celebrada entre Alfonso XIII y Victoria Eugenia de Battenberg, en 1906, no se han concertado matrimonios entre miembros de las Casas Reales Británica y Española, tanto la una como la otra, a lo largo del siglo XX, han ido incorporando cónyuges que, bien procedían de Casas como la de los Oldemburgo, bien de ramas morganáticas como las habidas en el seno de los Hesse. Asimismo, desciende ella tanto de campesinos estonios de ascendencia polaca -a través de Catalina I de Rusia- como del egregio pintor Velázquez, parentesco último que le viene a través del Príncipe Ernesto, de la Casa de los Hohenlohe, del que es chozna. Por otra parte, reúne entre sus antepasados más inmediatos a dos hermanas, Federica y Luisa, reina consorte como ella y como su madre, esta última, casadas con sendos príncipes de Prusia, así como también de dos príncipes británicos, hijos de Jorge III del Reino Unido, Eduardo, Duque de Kent y el Príncipe Ernesto de Hannover, al tiempo rey Ernesto Augusto I y padre de su tatarabuelo Jorge V de Hannover. Al menos dos de estas antepasadas tan próximas han concebido fuera del matrimonio: la mencionada Federica, que a fines del siglo XVIII celebra segundas y penúltimas nupcias en avanzado estado de gravidez, y Thyra de Dinamarca, casada con el Príncipe Heredero de Hannover habiendo previamente alumbrado un hijo natural que hubo de ser dado en adopción. No es un detalle menor señalar su condición de descendiente de todos los káiseres con progenie viva en la actualidad. Curiosamente, su tatarabuela mitocondrial es nieta del primer matrimonio de la Duquesa Consorte de Kent, cuya hija Victoria I del Reino Unido no es otra sino la abuela materna de la prusiana Princesa Sofía, Reina Consorte de Grecia y homónima de esta otra consorte real, que la tiene por paterna. Se la presume descendiente en séptimo grado, adúlteramente, del galeno Johann Friedrich Struensee, a través de Luisa Augusta, de quien es bichozna, sobrina carnal de Jorge III del Reino Unido a través de la hermana del mismo, Carolina Matilde de Dinamarca. Con catorce personas repetidas entre las sesenta y dos plazas que se distribuyen en las primeras cinco generaciones de antepasados suyos, recurriendo siempre al método de Ahnentaffel, su coeficiente de consanguinidad representa un 22,58 %.

## Vinculación con otras personalidades de la realeza actual
Doña Sofía guarda lazos sanguíneos con todas las testas coronadas del siglo XXI. Y no es pariente lejana de ninguna primera línea sucesoria que hoy permanezca en pie dentro del Viejo Mundo, ya que con todos halla como mínimo un antepasado posterior a la Edad Media. Si los datos son correctos, comparte el mismo ácido mitocondrial con el Rey de Suecia Carlos XVI Gustavo, de la dinastía de los Bernadotte. Este común elemento enlaza a estos dos reyes dentro del linaje uterino de mayor antigüedad que se registre entre la aristocracia del Viejo Mundo. Si bien suele achacársele la tendencia autoritaria, cuando no despótica, de varios de sus abuelos y bisabuelos, goza de bastante aprecio en Londres y en Grecia, país último del que es princesa por derecho propio.

## Relación con los monarcas de Europa
Todos los monarcas actuales de Europa se encuentran emparentados con la Reina Sofía, de la siguiente forma:
| Monarca                                 | Relación familiar con Sofía de Grecia                  | Ancestros más cercanos                                                                            | |
| --------------------------------------- | ------------------------------------------------------ | ------------------------------------------------------------------------------------------------- | --- |
| Margarita II de Dinamarca               | Primas terceras -por doble vínculo-                    | Victoria del Reino Unido y Alberto de Sajonia-Coburgo-Gotha                                       | Cristián IX de Dinamarca y Luisa de Hesse-Kassel                                                        |
| Harald V de Noruega                     | Primos en tercer grado -por doble vínculo-             | Victoria del Reino Unido y Alberto de Sajonia-Coburgo-Gotha                                       | y Cristián IX de Dinamarca y Luisa de Hesse-Kassel                                                      |
| Carlos III del Reino Unido              | Primos segundos                                        | Jorge I de Grecia y Olga Konstantínova Románova                                                   | |
| Felipe VI de España                     | Madre e hijo                                           | Pablo I de Grecia y Federica de Hannover                                                          | |
| Carlos XVI Gustavo                      | Primos en tercer grado -doble vínculo-                 | Victoria del Reino Unido y Alberto de Sajonia-Coburgo-Gotha                                       | Federico VIII de Schleswig-Holstein-Sonderburg-Augustenburg y Adelaida Victoria de Hohenlohe-Langenburg |
| Felipe de Bélgica                       | Sobrino y tía en cuarto grado- Primos en quinto grado  | Cristián IX de Dinamarca y Luisa de Hesse-Kassel                                                  | Francisco de Sajonia-Coburgo-Saalfeld y Augusta de Reuss-Ebersdorf                                      |
| Enrique de Luxemburgo                   | Sobrino y tía en cuarto grado- Primos en quinto grado  | Cristián IX de Dinamarca y Luisa de Hesse-Kassel                                                  | Francisco de Sajonia-Coburgo-Saalfeld y Augusta de Reuss-Ebersdorf                                      |
| Guillermo Alejandro de los Países Bajos | Primos en quinto grado / Sobrino y tía en quinto grado | El Emperador Pablo I de Rusia y la princesa Sofía Dorotea de Würtemberg                           | Federico Guillermo III de Prusia y Luisa de Mecklemburgo-Strelitz                                       |
| Juan Adán II de Liechtenstein           | Primos en quinto grado                                 | El príncipe Carlos Luis III de Hohenlohe-Langenburg y la condesa Amalia Enriqueta de Solms-Baruth | |
| Alberto II de Mónaco                    | Sobrino y tía en séptimo grado                         | Luis IX de Hesse-Darmstadt y la condesa Carolina de Zweibrücken                                   | |

## Ubicación institucional en el marco de la monarquía actual
Como la consorte que ha sido, y además sin descender de ningún Rey o Infante de España, en las primeras seis generaciones de ancestros, doña Sofía carece de algún puesto sucesorio específico, consagrado o previsto, con respecto a la Corona ibérica. Aun así, la Constitución de 1978 reserva para ella, en su artículo 58, por su vínculo conyugal con el jefe de Estado, la dignidad de Reina Consorte, sin que ello la convierta en partícipe de función regia alguna y la cual sólo podría perder por divorcio o posterior matrimonio civil y/o canónico. Al igual que otras antepasadas paternas de sus hijos, como verbigracia han sido Ana de Austria y María Teresa de Austria, en el siglo XVII, doña Sofía puede presumir de ser nieta, hija, hermana, esposa y madre de reyes.

## Tabla
Esta tabla expone la prosapia de la Reina Consorte Sofía en sus primeras seis generaciones, por método tabla.

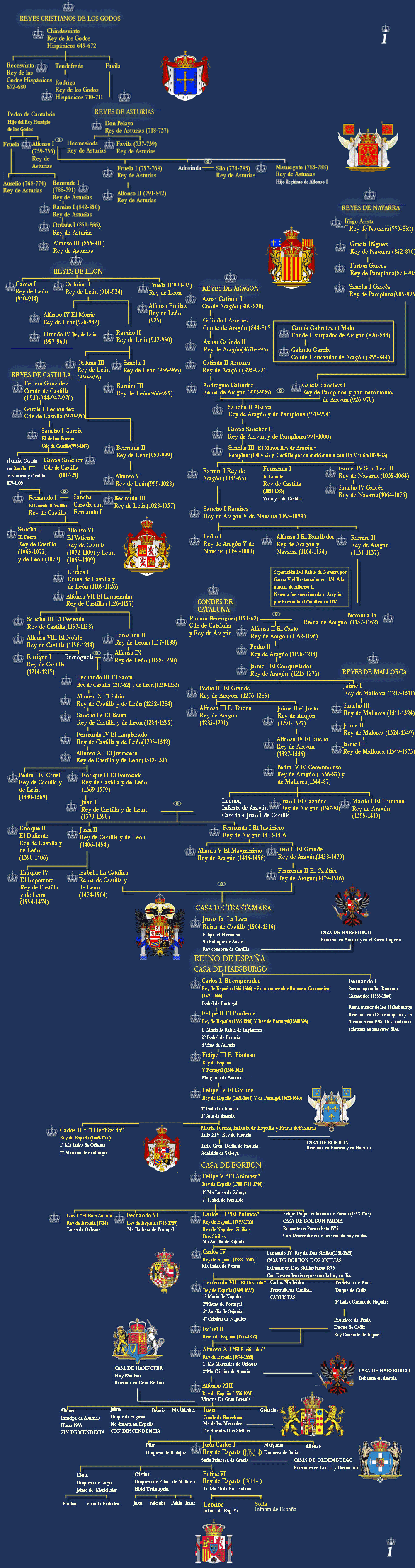
Línea dinástica desde los primeros reyes visigodos hasta el rey Juan Carlos I.

1. Sofía de Schleswig-Holstein-Sonderburg-Glücksburg
Padres

2. Pablo I de Grecia 

3. Federica de Hannover
Abuelos

4. Constantino I de Grecia (padre del 2)

5. Sofía de Prusia (madre del 2)

6. Ernesto Augusto III de Hannover (padre del 3)

7. Victoria Luisa de Prusia (madre del 3)
Bisabuelos

8. Jorge I de Grecia (padre del 4)

9. Olga Constantínova de Rusia (madre del 4)

10. Federico III de Alemania (padre del 5)

11. Victoria del Reino Unido (madre del 5)

12. Ernesto Augusto de Hannover (padre del 6)

13. Thyra de Dinamarca (madre del 6)

14. Guillermo II de Alemania (padre del 7) 

15. Augusta Victoria de Schleswig-Holstein (madre del 7)
Tatarabuelos

16. Cristián IX de Dinamarca (padre del 8)

17. Luisa de Hesse-Kassel (madre del 8)

18. Constantino Nicoláyevich de Rusia (padre del 9)

19. Alejandra de Sajonia-Altenburgo (madre del 9)

20. Guillermo I de Alemania (padre del 10)

21. Augusta de Sajonia-Weimar-Eisenach (madre del 10)

22. Alberto de Sajonia-Coburgo-Gotha (padre del 11)

23. Victoria del Reino Unido (madre del 11)

24. Jorge V de Hannover (padre del 12)

25. María de Sajonia-Altenburgo (madre del 12)

26. Cristián IX de Dinamarca (padre del 13)

27. Luisa de Hesse-Kassel (madre del 13)

28. Federico III de Alemania (padre del 14)

29. Victoria del Reino Unido (madre del 14)

30. Federico VIII de Schleswig-Holstein (padre del 15)

31. Adelaida Victoria de Hohenlohe-Langenburg (madre del 15)
Trastatarabuelos

32. Federico Guillermo de Schleswig-Holstein-Sonderburg-Glücksburg (padre del 16)

33. Luisa Carolina de Hesse-Kassel (madre del 16)

34. Guillermo de Hesse-Kassel (padre del 17)

35. Luisa Carlota de Dinamarca, (madre del 17)

36. Nicolás I de Rusia (padre del 18)

37. Carlota de Prusia (madre del 18)

38. José de Sajonia-Altenburgo (padre del 19)

39. Amelia de Württemberg (madre del 19)

40. Federico Guillermo III de Prusia (padre del 20)

41. Luisa de Mecklemburgo-Strelitz (madre del 20)

42. Carlos Federico de Sajonia-Weimar-Eisenach (padre del 21)

43. María Pávlovna de Rusia (madre del 21)

44. Ernesto I de Sajonia-Coburgo-Gotha (padre del 22)

45. Luisa de Sajonia-Gotha-Altenburgo (madre del 22)

46. Eduardo de Kent (padre del 23)

47. Victoria de Sajonia-Coburgo-Saalfeld (madre del 23)

48. Ernesto Augusto I de Hannover (padre del 24)

49. Federica de Mecklemburgo-Strelitz (madre del 24)

50. José de Sajonia-Altenburgo (padre del 25)

51. Amelia de Württemberg (madre del 25)

52. Federico Guillermo de Schleswig-Holstein-Sonderburg-Glücksburg (padre del 26)

53. Luisa Carolina de Hesse-Kassel (madre del 26)

54. Guillermo de Hesse-Kassel (padre del 27)

55. Luisa Carlota de Dinamarca (madre del 27)

56. Guillermo I de Alemania (padre del 28)

57. Luisa de Hesse-Kassel (madre del 28)

58. Alberto de Sajonia-Coburgo-Gotha (padre del 29)

59. Victoria del Reino Unido (madre del 29) 

60. Cristián Augusto I de Schleswig-Holstein-Sonderburg-Augustenburg (padre del 30)

61. Luisa Sofía de Danneskiold-Samsøe (madre del 30)

62. Ernesto I de Hohenlohe-Langenburg (padre del 31)

63. Feodora de Leiningen (madre del 31)

## Ascendencia por línea masculina
Para muchos, representa la más importante vía de acceso respecto de cualquier derecho de nobleza. Esta Reina Consorte de España comparte una misma línea común, aunque a través de diferentes ramas, con los respectivos monarcas de Dinamarca, Noruega, Grecia -este último, su hermano, exiliado-, aparte del Príncipe Heredero de Reino Unido.
Casa de Oldemburgo
1. Egilmar I de Lerigau, datos desconocidos
2. Egilmar II de Lerigau, m. 1142
3. Cristian I de Oldemburgo, m. 1167
4. Mauricio de Oldemburgo, m. 1209
5. Cristián II de Oldemburgo, m. 1233
6. Juan I, Conde de Oldemburgo, m. 1275
7. Cristián III, Conde de Oldemburgo, d. 1285
8. Juan II, Conde de Oldemburgo, d. 1314
9. Conrado I, Conde de Oldemburgo, 1300–1347
10. Cristián V, Conde de Oldemburgo, 1340–1423
11. Dietrich, Count of Oldemburgo, 1398–1440
12. Cristián I, Rey de Dinamarca, 1426–1481
13. Federico I, Rey de Dinamarca, 1471–1533
14. Cristián III, Rey de Dinamarca, 1503–1559
15. Juan II, Duque de Schleswig-Holstein-Sonderburg, 1545–1622
16. Alejandro, Duque de Schleswig-Holstein-Sonderburg, 1573–1627
17. Augusto Felipe, Duque de Schleswig-Holstein-Sonderburg-Beck, 1612–1675
18. Federico Luis, Duque de Schleswig-Holstein-Sonderburg-Beck, 1653–1728
19. Pedro Augusto, Duque de Schleswig-Holstein-Sonderburg-Beck, 1696–1775
20. Príncipe Carlos Antonio de Schleswig-Holstein-Sonderburg-Beck, 1727–1759
21. Federico Carlos, Duque de Schleswig-Holstein-Sonderburg-Beck, 1757–1816
22. Federico Guillermo, Duque de Schleswig-Holstein-Sonderburg-Glücksburg, 1785–1831
23. Cristián IX, Rey de Dinamarca, 1818–1906
24. Jorge I, Rey de Grecia, 1845-1913
25. Constantino I, Rey de Grecia, 1868-1923
26. Pablo I, Rey de Grecia, 1901-1964
27. Sofía, Reina Consorte de España, n.1938

## Ascendencia por línea femenina
1. Adelaida de Béziers
2. Garsenda de Forcalquier
3. Garsenda, Condesa de Forcalquier, 1180–1242
4. Gersenda de Provenza, 1205–1268
5. Constanza de Bearne
6. Teresa Díaz de Haro
7. Juana Núñez de Lara, 1286–1351
8. Blanca de La Cerda y Lara, 1317–1347
9. Juana Manuel de Castilla, 1339–1381
10. Infanta Leonor de Castilla, 1363–1416
11. Reina Blanca I de Navarra, 1387–1441
12. Reina Leonor de Navarra, 1426–1479
13. Infanta Catalina de Navarra, 1455–1494
14. Ana de Foix-Candale, 1484–1506
15. Ana de Bohemia y Hungría, 1503–1547
16. Archiduquesa María de Austria, 1531–81
17. María Leonor de Cléveris, 1550–1608
18. Magdalena Sibila de Prusia, 1586–1659
19. Duquesa María Isabel de Sajonia, 1610–1684
20. Princesa Magdalena Sibila de Schleswig-Holstein-Gottorf, 1631–1719
21. Princesa Cristina de Mecklemburgo-Güstrow, 1663–1749
22. Condesa Fernanda Enriqueta de Stolbert-Gedern, 1699–1750
23. Condesa Carolina Ernestina de Erbach-Schönberg, 1727–1796
24. Condesa Augusta de Reuss-Ebersdorf, 1757–1831
25. Princesa Victoria de Sajonia-Coburgo-Saalfeld, 1786–1861
26. Princesa Feodora de Leiningen, 1807–1872
27. Princesa Adelaida de Hohenlohe-Langenburg, 1835–1900
28. Augusta Victoria de Schleswig-Holstein-Sonderburg-Augustenburg, Emperatriz Consorte de Alemania, 1858-1921
29. Princesa  Victoria Luisa de Prusia, Duquesa Consorte de Brunswick, 1892-1980
30. Federica de Hannover, Reina Consorte de Grecia, 1917-1981
31. Sofía, Reina Consorte de España, n.1938

## Ascendencia velazqueña
1. Diego Rodríguez de Silva y Velázquez, 1599-1660
2. Francisca de Silva Velázquez y Pacheco, 1619-1658
3. María Teresa del Mazo, casada en 1666 con el hidalgo Pedro Casado y Acevedo
4. Isidro Casado, Vizconde de Alcázar y Marqués de Monteleón desde 1701, 1667-1739
5. Antonio Casado, Marqués de Monteleón y esposo de Enriqueta Margarita Huguetau, 1703-1740
6. Enriqueta Susana Casado, casada desde 1746 con Enrique de Reuss-Köstritz, Señor de Reichenfels, 1725-1761
7. Federica Luisa de Reuss-Köstritz, casada en 1767 con Juan Cristian, Conde de Solms-Baruth, 1748-1798
8. Amelia de Solms-Baruth, casada en 1789 con el príncipe Carlos Luis de Hohenlohe-Langenburg, 1768-1847
9. Ernesto Cristián, Príncipe de Hohenlohe-Langenburg, 1794-1860
10. Adelaida, Princesa de Hohenlohe-Langenburg, casada con Federico Cristián, Duque de Schleswig-Holstein-Sonderburg-Augustenburg en 1856, 1835-1900
11. Augusta Victoria, Princesa de Schleswig Holstein, casada en 1881 con Guillermo de Hohenzollern, más tarde Guillermo II, Emperador de Alemania y Rey de Prusia, 1858-1921
12. Victoria Luisa, Princesa Imperial de Alemania y Real de Prusia, casada en 1913 con Ernesto Augusto, Duque de Brunswick y Luneburgo, 1892-1980
13. Federica, Princesa Real de Hannover, casada en 1938 con quien posteriormente sería entronizado como Pablo I, Rey de Grecia, 1917-1981
14. Sofía, Reina Consorte de España por proclamación de su marido, en 1975, como Juan Carlos I, casado con ella en 1962, n.1938
15. Felipe VI, Príncipe de Asturias desde 1977,[30] y posteriormente, Rey de España a partir de 2014